# Świetlik (architektura)

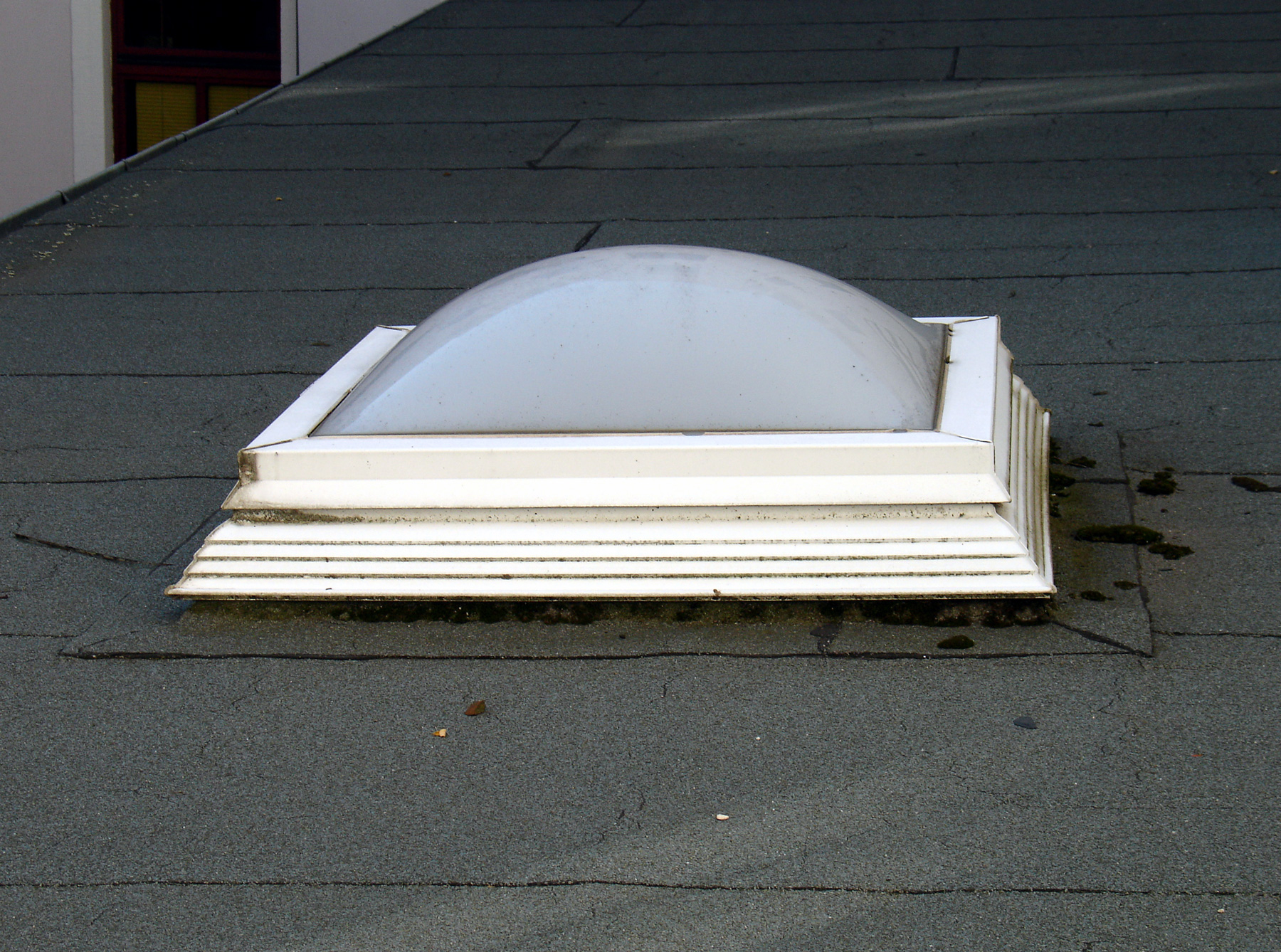
Świetlik w postaci kopułki dachowej

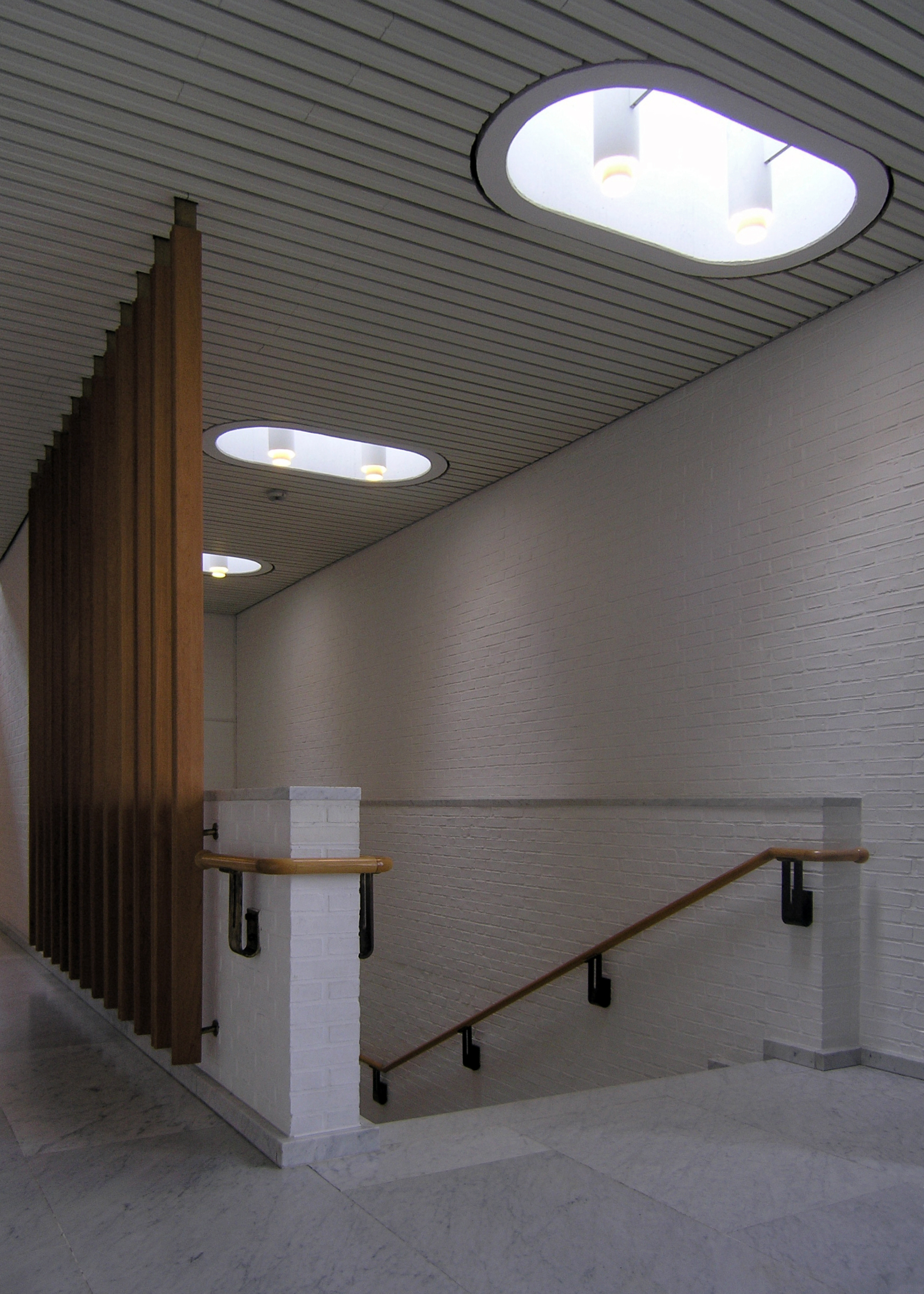
Świetliki oraz lampy na suficie, arch. Alvar Aalto

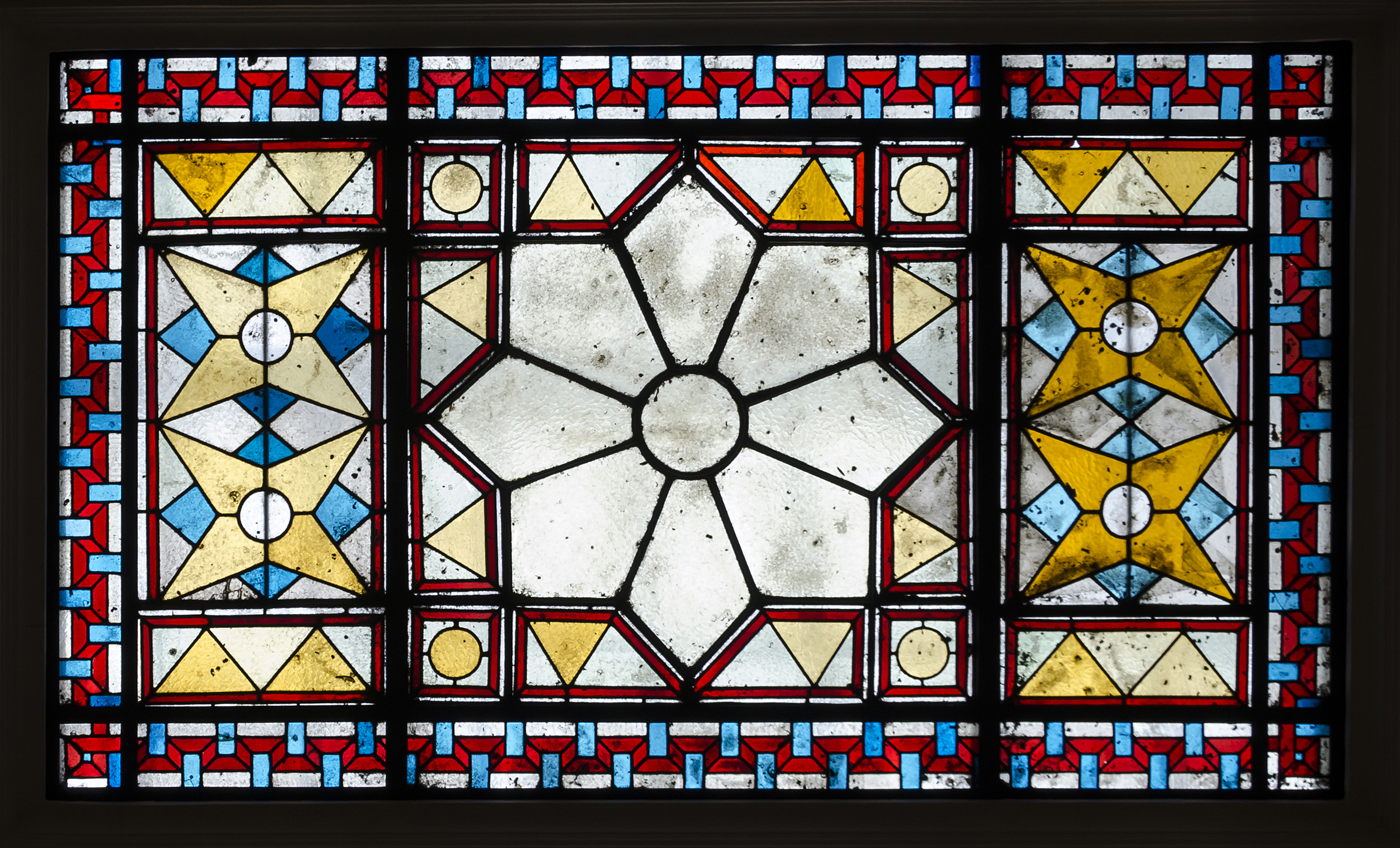
Świetlik w formie witraża

Świetlik – przeszklona konstrukcja na dachu lub nad drzwiami, pełniąca funkcję przede wszystkim doświetlenia pomieszczeń. Świetliki stawiane są zazwyczaj na dachu hal zakładów produkcyjnych, magazynów. Tradycyjne świetliki umieszczane były bezpośrednio w połaci dachowej (jeśli dach miał wystarczający kąt nachylenia) albo w dodatkowej konstrukcji umieszczanej na dachu (rodzaj latarni, często o trójkątnym przekroju, umieszczonych wzdłuż kalenicy lub poprzecznie do niej). Konstrukcja tego typu świetlików była wykonywana zazwyczaj z profili stalowych wypełnionych taflami szkła. 
Najczęściej stosowane są różnej wielkości kopułki. Są to gięte powłoki z przejrzystego (przezroczystego lub barwionego) tworzywa sztucznego, np. z akrylu, osadzonego na metalowej ramie. Po wbudowaniu siłownika spełniają dodatkowo funkcję przewietrzania pomieszczeń. Ponadto, ze względów ochrony pożarowej, część świetlików ma zawsze wbudowaną funkcję oddymiania (otwierają się na sygnał z czujki pożarowej).